# 193年
| 千纪： | 1千纪                                                                                           |
| 世纪： | 1世纪 \| 2世纪 \| 3世纪                                                                         |
| 年代： | 160年代 \| 170年代 \| 180年代 \| 190年代 \| 200年代 \| 210年代 \| 220年代                       |
| 年份： | 188年 \| 189年 \| 190年 \| 191年 \| 192年 \| 193年 \| 194年 \| 195年 \| 196年 \| 197年 \| 198年 |
| 纪年： | 癸酉年（鸡年）；东汉初平四年                                                                    |

## 大事记
- 中國
  - 劉虞集合十萬人攻公孫瓚。但為公孫紀出賣，受反擊，潰敗，逃往居庸，終被俘虜，受誣蔑謀反後斬於薊。
  - 刘备被封为豫州刺史。
  - 由於曹操之父曹嵩與其一家大小被陶謙部下張闓所殺，因此曹操攻打徐州，期間在徐州地區對平民展開大屠殺，「坑殺男女數十萬口於泗水，水為不流」。
- 羅馬帝國
  - 康茂德於192年最後一天遇刺後，羅馬帝國出現了5位皇位的爭奪者，分別是佩蒂納克斯、尤利安努斯、奈哲爾、阿爾拜努斯和塞普蒂米乌斯·塞维鲁。

## 各国领袖

### 非洲
- 库施
  - 国王：Amanikhareqerem（190年－200年）

### 亚洲
- 中国
  - 东汉：
    - 皇帝：汉献帝（189年－220年）
- 朝鲜
  - 百济：
    - 国王：肖古王（166年－214年）

  - 高句丽：
    - 国王：故国川王（179年－197年）

  - 新罗：
    - 国王：伐休尼师今（184年－196年）

### 欧洲
- 高加索伊比里亚
  - 国王：列夫一世（189年－216年）
- 罗马帝国
  - 皇帝：
    1. 佩蒂纳克斯（193年）
    2. 尤利安努斯（193年）
    3. 塞维鲁（193年－211年）

### 中东
- 奥斯若恩
  - 国王：Abgar IX（177年－212年）
- 安息
  - 国王：沃洛吉斯五世（191年－208年）

## 出生
- 駱統，孫吳官員（228年逝世）
- 張溫，孫吳官員（230年逝世）

## 逝世
- 劉虞（？－193年），東海恭王劉彊後代，幽州刺史。
- 曹嵩（？－193年），曹操之父。
- 3月28日——佩蒂奈克斯，五帝之年的其中一帝。
- 6月1日——尤利安努斯，五帝之年的其中一帝。